# 雍姓
雍姓（漢語拼音：Yōng，壅，雝），一個中國姓氏。

## 來源
- 出自姬姓。中國西周時，周文王第十三子，被封于雍国，後人以國名為氏，
- 出自姞姓。黄帝子孫，在商周之间有採食於雍邑者，於是以邑名为氏。
- 满族使用的汉姓。

## 延伸阅读
[在维基数据编辑]
 《百家姓》
 《欽定古今圖書集成·明倫彙編·氏族典·雍姓部》，出自陈梦雷《古今圖書集成》